# Cheilanthes × coruscans
Cheilanthes × coruscans là một loài dương xỉ trong họ Pteridaceae. Loài này được Mickel & Beitel mô tả khoa học đầu tiên năm 1988.
Danh pháp khoa học của loài này chưa được làm sáng tỏ. 